# Bolívar (provins i Ecuador)
Bolívar är en provins i centrala Ecuador. Folkmängden beräknades år 2009 till strax över 180 000 invånare. Den administrativa huvudorten och största staden är Guaranda. 

## Administrativ indelning
Provinsen är indelad i sju kantoner. Varje kanton är uppkallad efter sin huvudort.
- Caluma
- Chillanes
- Chimbo
- Echeandía
- Guaranda
- Las Naves
- San Miguel